# Badminton na Letnich Igrzyskach Olimpijskich 2020 – debel mężczyzn

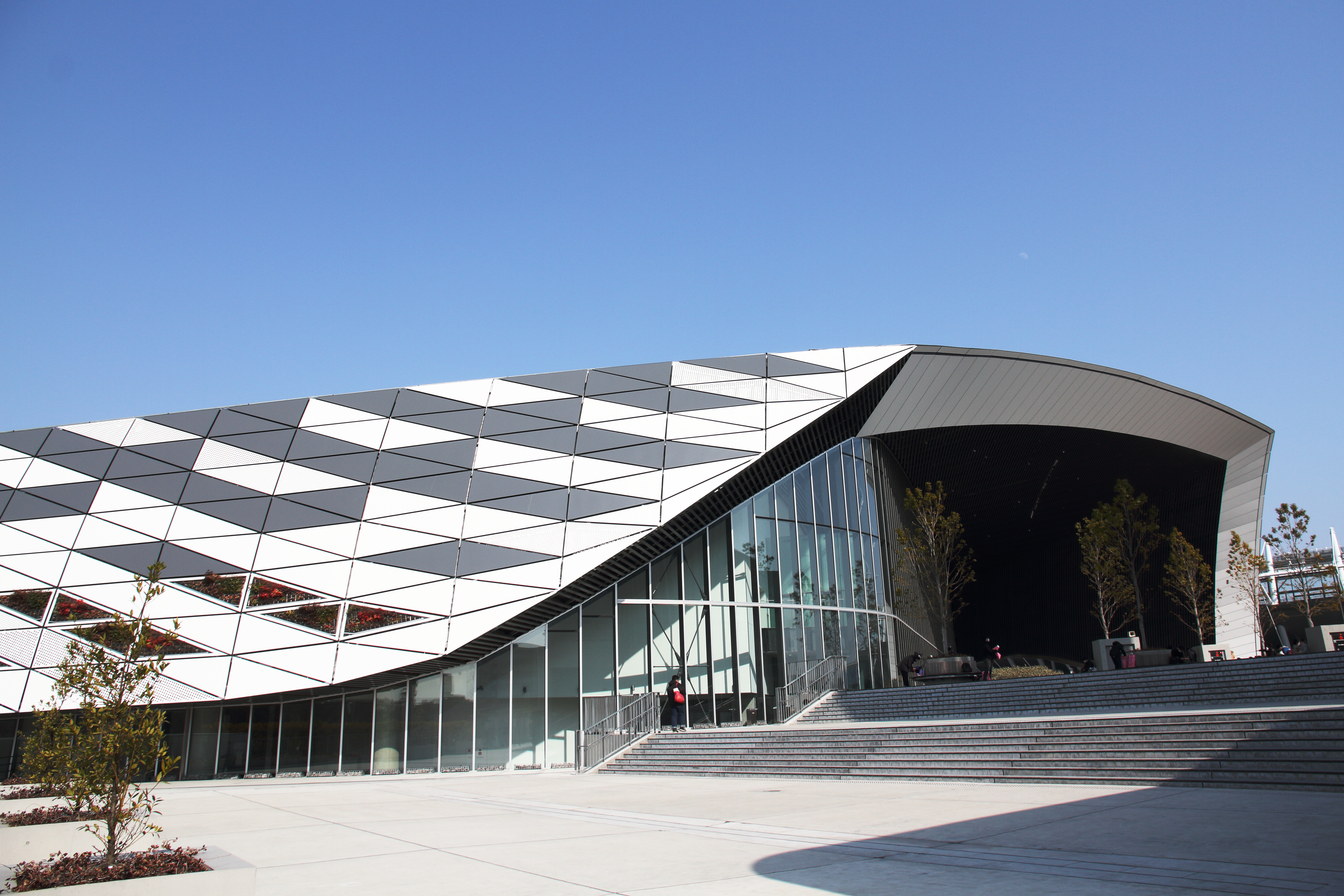
Hala sportowa Musashino no mori

Gra podwója mężczyzn podczas XXXII Letnich Igrzysk Olimpijskich w Tokio odbywała się w dniach od 24 lipca do 31 lipca 2021 roku w Musashino Forest Sports Plaza. W rywalizacji udział 16 par z 14 krajów.

## Zasady turnieju
Zawodnicy zostali podzieleni na cztery grupy, w których rywalizowano systemem każdy z każdym. Dwie najlepsze pary z każdej z grup awansowały do ćwierćfinału. Od tego czasu rywalizacja przybrała formę pucharową. W trakcie całego turnieju mecze grało się do dwóch zwycięskich setów.

## Rozstawieni zawodnicy
1. Marcus Fernaldi Gideon / Kevin Sanjaya Sukamuljo
2. Mohammad Ahsan / Hendra Setiawan
3. Li Junhui / Liu Yuchen
4. Hiroyuki Endo / Yūta Watanabe

## Faza grupowa

### Grupa A
| Zawodnicy                                      | Mecz | W | P | S+ | S- | Pkt. | Uwagi |
| ---------------------------------------------- | ---- | - | - | -- | -- | ---- | ----- |
| Marcus Fernaldi Gideon Kevin Sanjaya Sukamuljo | 3    | 2 | 1 | 5  | 2  | 2    | Q     |
| Lee Yang Wang Chi-lin                          | 3    | 2 | 1 | 5  | 3  | 2    | Q     |
| Satwiksairaj Rankireddy Chirag Shetty          | 3    | 2 | 1 | 4  | 3  | 2    |       |
| Ben Lane Sean Vendy                            | 3    | 0 | 3 | 0  | 6  | 0    |       |

| Data     | Zawodnik 1                                     | Wynik           | Zawodnik 2                            |
| -------- | ---------------------------------------------- | --------------- | ------------------------------------- |
| 24 lipca | Marcus Fernaldi Gideon Kevin Sanjaya Sukamuljo | 21-15 21-11     | Ben Lane Sean Vendy                   |
| 24 lipca | Lee Yang Wang Chi-lin                          | 16-21 -16 25-27 | Satwiksairaj Rankireddy Chirag Shetty |
| 26 lipca | Lee Yang Wang Chi-lin                          | 21-17 21-14     | Ben Lane Sean Vendy                   |
| 26 lipca | Marcus Fernaldi Gideon Kevin Sanjaya Sukamuljo | 21-13 21-12     | Satwiksairaj Rankireddy Chirag Shetty |
| 27 lipca | Marcus Fernaldi Gideon Kevin Sanjaya Sukamuljo | 18-21 -15 17-21 | Lee Yang Wang Chi-lin                 |
| 27 lipca | Satwiksairaj Rankireddy Chirag Shetty          | 21-17 21-19     | Ben Lane Sean Vendy                   |

### Grupa B
| Zawodnicy                              | Mecz | W | P | S+ | S- | Pkt. | Uwagi |
| -------------------------------------- | ---- | - | - | -- | -- | ---- | ----- |
| Hiroyuki Endo Yūta Watanabe            | 3    | 3 | 0 | 6  | 0  | 3    | Q     |
| Kim Astrup Anders Skaarup Rasmussen    | 3    | 2 | 1 | 4  | 2  | 2    | Q     |
| Władimir Iwanow Iwan Sozonow           | 3    | 1 | 2 | 2  | 4  | 1    |       |
| Godwin Olofua Anuoluwapo Juwon Opeyori | 3    | 0 | 3 | 0  | 6  | 0    |       |

| Data     | Zawodnik 1                          | Wynik       | Zawodnik 2                             |
| -------- | ----------------------------------- | ----------- | -------------------------------------- |
| 24 lipca | Kim Astrup Anders Skaarup Rasmussen | 21-13 21-18 | Władimir Iwanow Iwan Sozonow           |
| 24 lipca | Hiroyuki Endo Yūta Watanabe         | 21-2 21-7   | Godwin Olofua Anuoluwapo Juwon Opeyori |
| 25 lipca | Hiroyuki Endo Yūta Watanabe         | 21-19 21-19 | Władimir Iwanow Iwan Sozonow           |
| 26 lipca | Kim Astrup Anders Skaarup Rasmussen | 21-7 21-10  | Godwin Olofua Anuoluwapo Juwon Opeyori |
| 27 lipca | Hiroyuki Endo Yūta Watanabe         | 21-14 21-12 | Kim Astrup Anders Skaarup Rasmussen    |
| 27 lipca | Władimir Iwanow Iwan Sozonow        | 21-8 21-10  | Godwin Olofua Anuoluwapo Juwon Opeyori |

### Grupa C
| Zawodnicy                   | Mecz | W | P | S+ | S- | Pkt. | Uwagi |
| --------------------------- | ---- | - | - | -- | -- | ---- | ----- |
| Li Junhui Liu Yuchen        | 3    | 3 | 0 | 6  | 0  | 3    | Q     |
| Takeshi Kamura Keigo Sonoda | 3    | 2 | 1 | 4  | 2  | 2    | Q     |
| Mark Lamsfuß Marvin Seidel  | 3    | 1 | 2 | 2  | 4  | 1    |       |
| Phillip Chew Ryan Chew      | 3    | 0 | 3 | 0  | 6  | 0    |       |

| Data     | Zawodnik 1                  | Wynik       | Zawodnik 2                  |
| -------- | --------------------------- | ----------- | --------------------------- |
| 24 lipca | Li Junhui Liu Yuchen        | 21-9 21-17  | Phillip Chew Ryan Chew      |
| 24 lipca | Takeshi Kamura Keigo Sonoda | 21-13 21-8  | Mark Lamsfuß Marvin Seidel  |
| 25 lipca | Li Junhui Liu Yuchen        | 21-14 21-13 | Mark Lamsfuß Marvin Seidel  |
| 26 lipca | Takeshi Kamura Keigo Sonoda | 21-11 21-3  | Phillip Chew Ryan Chew      |
| 27 lipca | Li Junhui Liu Yuchen        | 21-14 21-16 | Takeshi Kamura Keigo Sonoda |
| 27 lipca | Mark Lamsfuß Marvin Seidel  | 21-10 21-16 | Phillip Chew Ryan Chew      |

### Grupa D
| Zawodnicy                      | Mecz | W | P | S+ | S- | Pkt. | Uwagi |
| ------------------------------ | ---- | - | - | -- | -- | ---- | ----- |
| Mohammad Ahsan Hendra Setiawan | 3    | 3 | 0 | 6  | 1  | 3    | Q     |
| Aaron Chia Soh Wooi Yik        | 3    | 2 | 1 | 4  | 2  | 2    | Q     |
| Choi Sol-gyu Seo Seung-jae     | 3    | 1 | 2 | 3  | 4  | 1    |       |
| Jason Ho-Shue Nyl Yakura       | 3    | 0 | 3 | 0  | 6  | 0    |       |

| Data     | Zawodnik 1                     | Wynik           | Zawodnik 2                 |
| -------- | ------------------------------ | --------------- | -------------------------- |
| 24 lipca | Mohammad Ahsan Hendra Setiawan | 21-12 21-11     | Jason Ho-Shue Nyl Yakura   |
| 24 lipca | Choi Sol-gyu Seo Seung-jae     | 22-24 15-21     | Aaron Chia Soh Wooi Yik    |
| 25 lipca | Choi Sol-gyu Seo Seung-jae     | 21-14 21-8      | Jason Ho-Shue Nyl Yakura   |
| 26 lipca | Mohammad Ahsan Hendra Setiawan | 21-16 21-19     | Aaron Chia Soh Wooi Yik    |
| 27 lipca | Mohammad Ahsan Hendra Setiawan | 21-12 19-21 -18 | Choi Sol-gyu Seo Seung-jae |
| 27 lipca | Aaron Chia Soh Wooi Yik        | 21-15 21-13     | Jason Ho-Shue Nyl Yakura   |

## Finały
|  |              |                                                |              |                                |              |    |    |                         |                                |           |                         |                   |                   |                   |                   |                   |       |       |       |
|  | Ćwierćfinały | Ćwierćfinały                                   | Ćwierćfinały | Ćwierćfinały                   | Ćwierćfinały |    |    | Półfinały               | Półfinały                      | Półfinały | Półfinały               | Półfinały         |                   |                   | Finał             | Finał             | Finał | Finał | Finał |
|  | Ćwierćfinały | Ćwierćfinały                                   | Ćwierćfinały | Ćwierćfinały                   | Ćwierćfinały |    |    | Półfinały               | Półfinały                      | Półfinały | Półfinały               | Półfinały         |                   |                   | Finał             | Finał             | Finał | Finał | Finał |
|  |              |                                                |              |                                |              |    |    |                         |                                |           |                         |                   |                   |                   |                   |                   |       |       |       |
|  |              |                                                |              |                                |              |    |    |                         |                                |           |                         |                   |                   |                   |                   |                   |       |       |       |
|  | A1           | Marcus Fernaldi Gideon Kevin Sanjaya Sukamuljo | 14           | 17                             |              |    |    |                         |                                |           |                         |                   |                   |                   |                   |                   |       |       |       |
|  | A1           | Marcus Fernaldi Gideon Kevin Sanjaya Sukamuljo | 14           | 17                             |              |    |    |                         |                                |           |                         |                   |                   |                   |                   |                   |       |       |       |
|  | D2           | Aaron Chia Soh Wooi Yik                        | 21           | 21                             |              |    |    |                         |                                |           |                         |                   |                   |                   |                   |                   |       |       |       |
|  | D2           | Aaron Chia Soh Wooi Yik                        | 21           | 21                             |              |    | D2 | Aaron Chia Soh Wooi Yik | 22                             | 13        |                         |                   |                   |                   |                   |                   |       |       |       |
|  |              |                                                |              |                                |              |    | D2 | Aaron Chia Soh Wooi Yik | 22                             | 13        |                         |                   |                   |                   |                   |                   |       |       |       |
|  |              |                                                | C1           | Li Junhui Liu Yuchen           | 24           | 21 |    |                         |                                |           |                         |                   |                   |                   |                   |                   |       |       |       |
|  | C1           | Li Junhui Liu Yuchen                           | C1           | Li Junhui Liu Yuchen           | 24           | 21 | 12 | 21                      | 21                             |           |                         |                   |                   |                   |                   |                   |       |       |       |
|  | C1           | Li Junhui Liu Yuchen                           |              |                                |              |    |    |                         |                                |           |                         |                   |                   |                   |                   |                   |       |       |       |
|  | B2           | Kim Astrup Anders Skaarup Rasmussen            | 21           | 14                             | 19           |    |    |                         |                                |           |                         |                   |                   |                   |                   |                   |       |       |       |
|  | B2           | Kim Astrup Anders Skaarup Rasmussen            | 21           | 14                             | 19           |    |    | C1                      | Li Junhui Liu Yuchen           | 18        | 12                      |                   |                   |                   |                   |                   |       |       |       |
|  |              |                                                |              |                                |              |    |    |                         |                                |           |                         |                   |                   |                   |                   |                   |       |       |       |
|  |              |                                                | A2           | Lee Yang Wang Chi-lin          | 21           | 21 |    |                         |                                |           |                         |                   |                   |                   |                   |                   |       |       |       |
|  | A2           | Lee Yang Wang Chi-lin                          | A2           | Lee Yang Wang Chi-lin          | 21           | 21 | 21 | 21                      |                                |           |                         |                   |                   |                   |                   |                   |       |       |       |
|  | A2           | Lee Yang Wang Chi-lin                          |              |                                |              |    |    |                         |                                |           |                         |                   |                   |                   |                   |                   |       |       |       |
|  | B1           | Hiroyuki Endo Yūta Watanabe                    | 16           | 19                             |              |    |    |                         |                                |           |                         |                   |                   |                   |                   |                   |       |       |       |
|  | B1           | Hiroyuki Endo Yūta Watanabe                    | 16           | 19                             |              |    | A2 | Lee Yang Wang Chi-lin   | 21                             | 21        |                         | Mecz o 3. miejsce | Mecz o 3. miejsce | Mecz o 3. miejsce | Mecz o 3. miejsce | Mecz o 3. miejsce |       |       |       |
|  |              |                                                |              |                                |              |    | A2 | Lee Yang Wang Chi-lin   | 21                             | 21        |                         | Mecz o 3. miejsce | Mecz o 3. miejsce | Mecz o 3. miejsce | Mecz o 3. miejsce | Mecz o 3. miejsce |       |       |       |
|  |              |                                                | D1           | Mohammad Ahsan Hendra Setiawan | 11           | 10 |    |                         |                                |           |                         |                   |                   |                   |                   |                   |       |       |       |
|  | C2           | Takeshi Kamura Keigo Sonoda                    | D1           | Mohammad Ahsan Hendra Setiawan | 11           | 10 | 14 | 21                      | 9                              |           |                         |                   |                   |                   |                   |                   |       |       |       |
|  | C2           | Takeshi Kamura Keigo Sonoda                    |              |                                |              |    |    |                         |                                | D2        | Aaron Chia Soh Wooi Yik | 17                | 21                | 21                |                   |                   |       |       |       |
|  | D1           | Mohammad Ahsan Hendra Setiawan                 | 21           | 16                             | 21           |    |    |                         |                                | D2        | Aaron Chia Soh Wooi Yik | 17                | 21                | 21                |                   |                   |       |       |       |
|  | D1           | Mohammad Ahsan Hendra Setiawan                 | 21           | 16                             | 21           |    |    | D1                      | Mohammad Ahsan Hendra Setiawan | 21        | 17                      | 14                |                   |                   |                   |                   |       |       |       |
|  |              |                                                |              |                                |              |    |    | D1                      | Mohammad Ahsan Hendra Setiawan | 21        | 17                      | 14                |                   |                   |                   |                   |       |       |       |